# Stevenson Peak
Stevenson Peak är en bergstopp i Antarktis. Den ligger i Östantarktis. Nya Zeeland gör anspråk på området. Toppen på Stevenson Peak är 1 780 meter över havet, eller 332 meter över den omgivande terrängen. Bredden vid basen är 2,3 km.
Terrängen runt Stevenson Peak är varierad. Trakten är obefolkad. Det finns inga samhällen i närheten. 